# Sonate per flauto di Georg Friedrich Händel

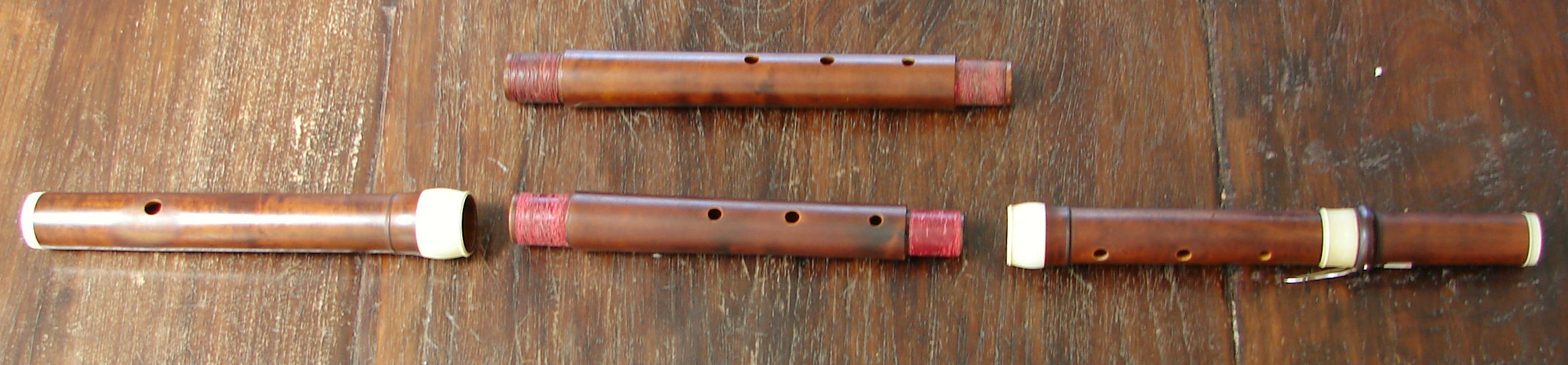
Traverso (flauto barocco) di Boaz Berney, da un originale di Thomas Lot, Parigi, ca. 1740

È impossibile dire quante sonate per flauto traverso sono state composte da Georg Friedrich Händel, ma il numero esatto è a metà tra nessuna e otto. Ci sono molte ragioni per la confusione: alcune delle sonate sono state originariamente scritte per altri strumenti, alcune hanno autenticità incerta, alcune contengono prestiti da altri lavori di Händel funziona, ed alcune sono state pubblicate (in forma modificata) all'insaputa di Handel. Almeno sei delle sonate sono note per contenere musica scritta da Händel, anche se non può aver previsto che alcune di loro sarebbero state suonate dal flauto.
La fonte principale delle sonate è la pubblicazione del 1730 c.ca Sonates pour un traversiere un violin ou hautbois con basso continuo composées par G. F. Handel, presumibilmente dall'editore Joan Roger di Amsterdam (che era morto nel dicembre 1722). La pubblicazione, tuttavia, era stata fatta dalla stamperia di John Walsh. Nel 1732 Walsh ne pubblicò una versione rivista con il proprio nome.
Tre sonate attribuite a Händel sono state pubblicati da Walsh nel 1730 come parte di una collezione dal titolo Six Solos, Four for a German Flute and a Bass and two for a Violin with a Thorough Bass. Si supponeva che fossero le prime opere composte da Händel prima del 1703 ad Halle, ma la loro autenticità è ora considerata dubbia. La supposizione della data è stata dimostrata infondata, almeno per la seconda sonata, tre movimenti di cui ci sono arrangiamenti di musiche di cui si sa che sono state composte da Händel dopo il 1712.
Delle undici sonate per flauto in precedenza attribuite a Händel, solo una (la sonata per flauto in mi minore (HWV 379)) sembra essere stata destinata al flauto così com'è in tale forma nell'autografo di Handel ed anche quello è un arrangiamento frettoloso di movimenti da altre opere.
La sonata per flauto in Re maggiore (HWV 378), che è stato attribuita in un manoscritto a Johann Sigismund Weiss (fratello del liutista Sylvius Leopold Weiss), è stata presentata come opera di Händel, ma di nessuna versione autografa di Händel è nota l'esistenza.

## Lista delle sonate per flauto
Di seguito sono elencate le 8 sonate per flauto traverso di Händel:
| HWV                                          | Tonalità     | Anno di composizione | Anno di pubblicazione | Opus        | Note |
| -------------------------------------------- | ------------ | -------------------- | --------------------- | ----------- | --- |
| Sonata per flauto in Mi minore (HWV 359b)    | Mi minore    | circa 1724           | 1732                  | Op. 1 n. 1  | Originariamente composta come una sonata per violino in Re minore (HWV 359a).                                                                    |
| Sonata per flauto in Sol maggiore (HWV 363b) | Sol maggiore | circa 1711–1716      | 1732                  | Op. 1 n. 5  | Originariamente composta come una sonata per oboe in Fa maggiore (HWV 363a).                                                                     |
| Sonata per flauto in Si minore (HWV 367b)    | Si minore    | circa 1725–1726      | 1732                  | Op. 1 n. 9  | Originariamente composta come sonata per flauto dolce in Re minore (HWV 367a).                                                                   |
| Sonata per flauto in La minore (HWV 374)     | La minore    |                      | 1730                  |             | "Sonata Halle n. 1". Autenticità incerta. |
| Sonata per flauto in Mi minore (HWV 375)     | Mi minore    |                      | 1730                  |             | "Sonata Halle n. 2". Autenticità incerta. |
| Sonata per flauto in Si minore (HWV 376)     | Si minore    |                      | 1730                  |             | "Sonata Halle n. 3". Autenticità incerta. |
| Sonata per flauto in Re maggiore (HWV 378)   | Re maggiore  | ?circa 1707          | 1979                  |             | L'autografo di Händel non è noto. |
| Sonata per flauto in Mi minore (HWV 379)     | Mi minore    | circa 1720           | 1879                  | Op. 1 n. 1a | L'unica sonata che sopravvive come sonata per flauto nel manoscritto originale di Händel. La disposizione dei movimenti proviene da altre opere. |